# Kamsi
Ne doit pas être confondu avec Kamsé.
Kamsi est une localité située dans le département de Ramongo de la province du Boulkiemdé dans la région Centre-Ouest au Burkina Faso.

## Santé et éducation
Le village possède un centre de formation des jeunes adultes (CFJA).